# Łosice
Łosice là một thị trấn thuộc huyện Łosicki, tỉnh Mazowieckie ở trung-đông Ba Lan. Thị trấn có diện tích 24 km². Đến ngày 1 tháng 1 năm 2011, dân số của thị trấn là 7176 người và mật độ 302 người/km².